# Corredor Filadelfia

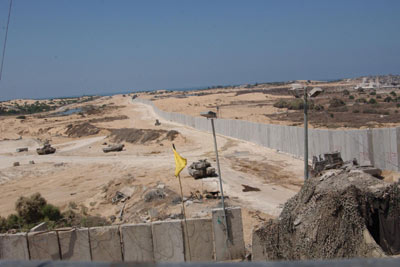
Corredor Filadelfia.

El corredor Filadelfia, conocido por palestinos y egipcios como corredor Saladino, es el nombre dado por las Fuerzas de Defensa de Israel a una franja de tierra de catorce kilómetros de largo y unos cien metros de ancho que corre paralela a la frontera entre Egipto y la Franja de Gaza (Palestina), desde la costa mediterránea hasta el paso de Kerem Shalom. Tras la retirada israelí de la Franja de Gaza en 2005, se suponía que debía ser una zona desmilitarizada bajo control conjunto de Egipto y la Autoridad Nacional Palestina. En el corredor Filadelfia se ubica el paso de Rafah, el único paso fronterizo palestino con Egipto y el único gazatí que no está controlado por Israel.

## Control fronterizo y contrabando
El corredor Filadelfia se creó en 1979, cuando el ejército israelí terminó su ocupación de la península del Sinaí a cambio de un tratado de paz con Egipto según lo estipulado en los Acuerdos de Camp David.
Uno de los objetivos del corredor Filadelfia fue evitar el contrabando de armas y controlar los flujos de población entre Egipto y Palestina. Los Acuerdos de Camp David permitían a Israel mantener una pequeña presencia militar en el corredor Filadelfia, pero no así utilizar vehículos militares pesados. Frecuentemente se han descubierto bajo la misma túneles de contrabando construidos por los palestinos.
La mayoría de los túneles tienen entradas a ambos lados del poblado fronterizo de Rafah. Durante la Intifada de Al-Aqsa, el ejército israelí realizó operaciones contra los túneles y descubrió más de 90 de ellos. Los túneles se demolieron, así como las casas en las cuales se encontraron entradas a los túneles.
En mayo del 2004 tuvo lugar la Operación Arcoíris. Uno de sus objetivos fue el de destruir los túneles de contrabando y dañar la infraestructura de los milicianos palestinos en la zona. El ejército israelí afirmó que durante la operación se produjeron bajas de civiles palestinos que ingresaron accidentalmente en la zona de combate[cita requerida]. 

## Demolición de casas
La ONG defensora de los derechos humanos Human Rights Watch ha acusado al ejército israelí de utilizar los túneles como pretexto para crear una "zona de separación" no poblada a lo largo de la frontera entre Palestina y Egipto, resultando en la demolición de 1600 casas hasta septiembre del 2004. En un informe sobre la demolición de viviendas en Rafah, Human Rights Watch explica que el ejército israelí debería ser capaz de detectar y neutralizar los túneles cuando estos cruzan la frontera utilizando la misma tecnología en uso en la Zona Desmilitarizada de Corea y en la frontera Estadounidense-Mexicana. Las autoridades israelíes afirmaron que la cifra de más de 100 túneles se refiere a entradas a túneles y no a los túneles en sí. Human Rights Watch, por su parte, describe la práctica de destruir solamente las entradas a los túneles como «desconcertantemente inefectiva... [e] inconsistente con la supuesta gravedad de esta amenaza de larga data». El ejército israelí respondió que no posee la capacidad de colapsar las porciones laterales de los túneles de una forma segura.

## Control cedido a Egipto y Palestina
En septiembre del 2005, tras el plan de retirada unilateral israelí, la administración israelí acordó con la egipcia los Acuerdos de Filadelfia y entregó el control del corredor al ejército egipcio y la Autoridad Nacional Palestina, quienes son ahora responsables de la seguridad de la frontera y la prevención del contrabando. La Misión de Asistencia Fronteriza a Rafah de la Unión Europea quedó como responsable de monitorear el cruce fronterizo de Rafah entre Gaza y Egipto.

## Ruptura fronteriza del 2008
El 23 de enero de 2008 militantes palestinos destruyeron varias partes de la muralla que separa Gaza y Egipto en el pueblo de Rafah. Miles de habitantes de Gaza cruzaron el corredor Filadelfia hacia Egipto, para proveerse de comida y provisiones. El presidente egipcio Hosni Mubarak ordenó a sus tropas permitir el paso de los palestinos, a la luz de la crisis, bajo la condición de que no permitiesen el ingreso de armas a Gaza.

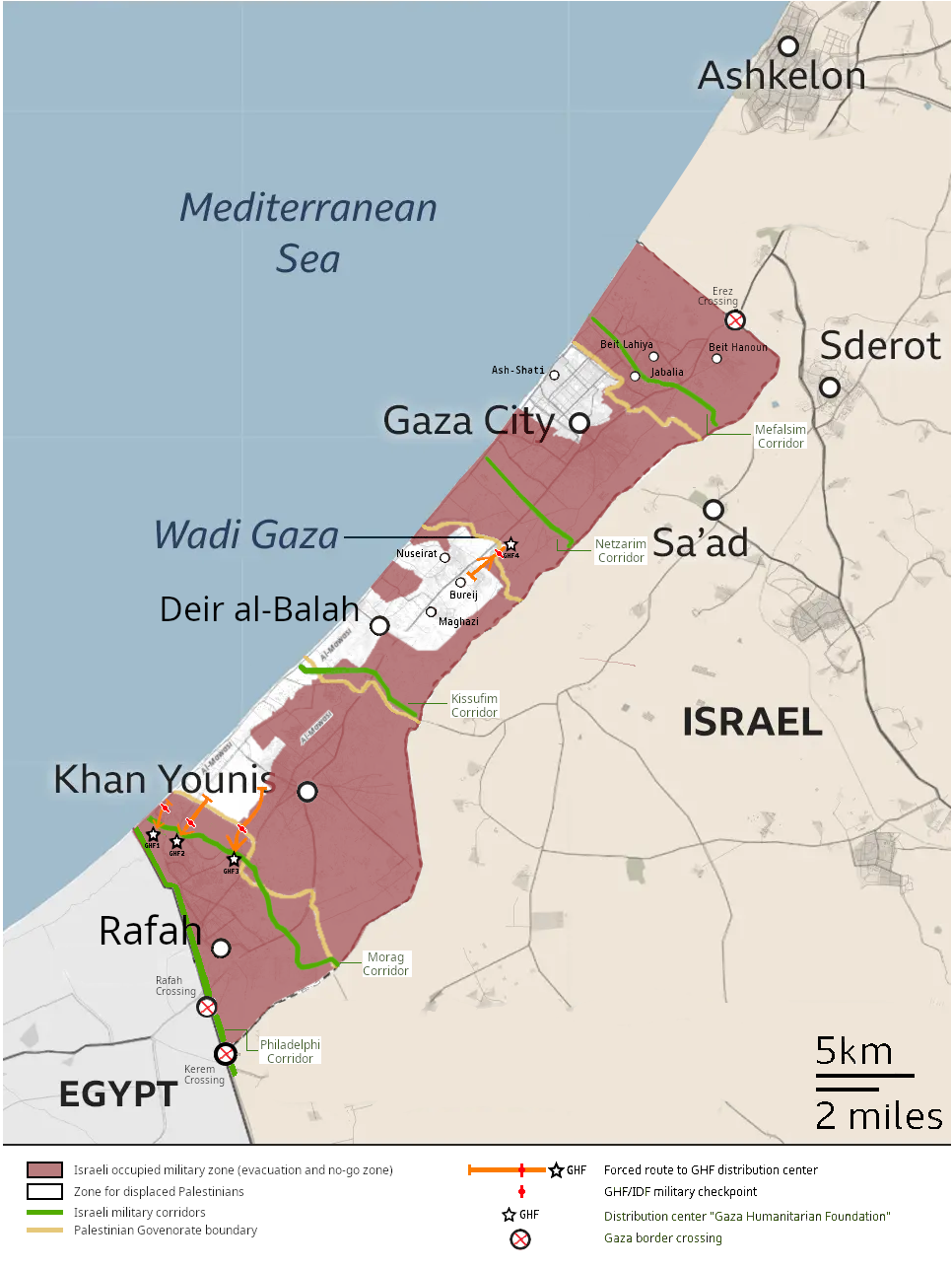
Mapa que muestra todos los corredores militares israelíes en verde.

## Guerra entre Israel y Gaza de 2023-24
El ejército israelí tomó el control del corredor Filadelfia en mayo de 2024, durante su ofensiva contra Rafah en la guerra Israel-Gaza de 2023-24. El control sobre esta estrecha franja de terreno supuso el principal escollo en las negociaciones de paz y de intercambio de rehenes por prisioneros palestinos. Cuando ambas partes estaban negociando en torno al acuerdo-marco propuesto por el presidente estadounidense Joe Biden a finales de mayo, el primer ministro israelí, Benjamin Netanyahu, introdujo cuatro nuevos requisitos para el acuerdo: que Israel pudiera volver a los combates cuando así lo estimase oportuno, que el número de rehenes vivos entregados por las milicias palestinas fuese lo mayor posible, y que las tropas israelíes debían mantener el control del corredor Filadelfia y del corredor Netzarim, que parte la Franja de Gaza en dos. Por su parte, Hamás se remitió al acuerdo propuesto por Biden y se negó a la presencia permanente de tropas israelíes en territorio palestino después del alto el fuego. Los mediadores internacionales, incluidos los israelíes, acusaron a Netanyahu de sabotear con estas exigencias las negociaciones para el fin del conflicto.